# Високе Коло
Високе Коло (пол. Wysokie Koło) — село в Польщі, у гміні Ґневошув Козеницького повіту Мазовецького воєводства.
Населення — 371 особа (2011).
У 1975-1998 роках село належало до Радомського воєводства.

## Демографія
Демографічна структура станом на 31 березня 2011 року:
|          | Загалом | Допрацездатний вік | Працездатний вік | Постпрацездатний вік |
| -------- | ------- | ------------------ | ---------------- | -------------------- |
| Чоловіки | 167     | 25                 | 124              | 18                   |
| Жінки    | 204     | 32                 | 130              | 42                   |
| Разом    | 371     | 57                 | 254              | 60                   |